# ロッテアイス
株式会社ロッテアイス（英: Lotte ICE CREAM Co.,Ltd.）は、かつて存在したアイスクリーム製造会社。
大手菓子メーカーロッテなどを傘下に置く持株会社であるロッテホールディングス（ロッテHD）の一角を担う企業で、東京都新宿区に本社を置き、家庭用および業務用アイスの製造・販売を行っていた。家庭用商品では、ロッテブランドの「雪見だいふく」「爽」「モナ王」「クーリッシュ」などを生産しており、2013年度の国内シェアは17.2%でアイス業界首位であった。
企業理念は「ユーザーオリエンテッド」「オリジナリティ」「クオリティ」の3つを柱としていた。
2008年（平成20年）4月1日、ロッテスノーがロッテ冷菓を合併し、「ロッテアイス」の社名となったのち、2018年4月にロッテ（2代目法人）に吸収合併され消滅した。

## 社史

### ロッテ冷菓
1969年（昭和44年）よりロッテ商事にてアイスクリームの製造・販売事業を開始。「イタリアーノ」「雪見だいふく」「クーリッシュ」など、独自の技術力・商品開発力を発揮したヒット商品を多数販売してきた。また、1994年よりライセンス製品として高級アイスクリーム「レディボーデン」の生産・発売を開始した。
1988年（昭和63年）3月にロッテはロッテ冷菓株式会社を設立し、アイスクリーム事業を分社化した。ただし、商品に表記される販売者はロッテアイス発足までロッテ冷菓ではなくロッテ本社だった。

### ロッテスノー
2000年（平成12年）7月に起きた雪印乳業の集団食中毒、雪印食品の会社解散につながった2002年（平成14年）1月の牛肉偽装の2つの事件によるイメージダウンのため、雪印乳業は乳製品以外の分野を分社化することとなった。アイスクリーム部門はロッテ（現・ロッテHD）がスポンサーとなり、2002年（平成14年）10月1日付で雪印乳業とロッテの合弁会社ロッテスノー株式会社が設立され、雪印乳業のアイスクリーム事業を継承した。発足当初のロゴはLOTTEロゴの下にSNOWの文字を2階建てで表記したものであった。

### ロッテアイス
2008年（平成20年）、ロッテHDが上記2社の合併を決定。同年2月に雪印乳業が保有するロッテスノー株式がロッテHDに売却され、ロッテスノーはロッテHDの完全子会社となった。その後同年4月1日付でロッテスノーがロッテ冷菓を吸収合併し、ロッテアイスへ商号変更した。

### 雪印ブランド使用中止
ロッテHDによるロッテスノーの完全子会社化により雪印乳業との資本関係が途絶え、ロッテ冷菓との合併で社名からも「スノー」が消えたが、ブランドとしての「雪印」は残されてきた。しかし、ブランド名の使用を許諾する雪印メグミルクとの協議の結果、2010年（平成22年）2月1日以降「雪印」ブランドの使用を順次中止することとなり、ロッテから「雪印」ブランドの名が消えることとなった。
2010年（平成22年）1月31日時点で、ロッテアイスにおける「雪印」ブランド商品は家庭用・業務用を合わせて28品目あったが、使用許諾期限である2011年（平成23年）3月31日までに順次「ロッテ」ブランドに変更または販売を終了した。同日をもってロッテアイスは「ロッテ」独自のブランドとして再スタートし、「雪印」との関連は完全になくなった。

### 広告・CM
ロッテのオリジナル製品を中心にテレビCMにも力を入れており、上戸彩、小倉優子、長瀬智也、堀北真希といった人気タレントを多数起用していた。

### 沿革
- 1969年（昭和44年） - ロッテがアイスクリームの製造・販売を開始。
- 1988年（昭和63年）3月 - ロッテ冷菓株式会社設立。
- 2002年（平成14年）10月1日 - ロッテスノー株式会社設立。
- 2008年（平成20年）2月 - ロッテスノーが雪印乳業との資本関係を解消。ロッテホールディングスの完全子会社となる。
- 2008年（平成20年）4月1日 - ロッテスノーとロッテ冷菓が合併し株式会社ロッテアイス設立。
- 2011年（平成23年）3月31日 - 「雪印」ブランドの使用終了。
- 2018年（平成30年）4月1日 - ロッテ本体に吸収合併[4]。

## 主な商品

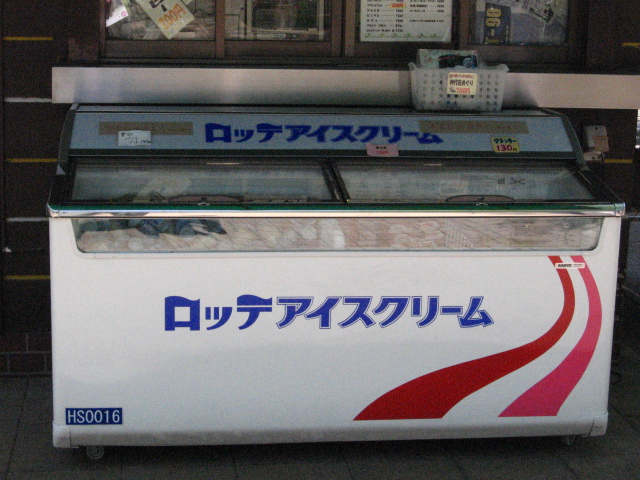
「ロッテアイスクリーム」商品販売用のケース

商品は、「雪見だいふく」や「爽」「モナ王」といったロッテブランドのほか、雪印乳業時代に作られていたアイスクリームを主体としていたため、銘柄は雪印を使っている商品も見られた。また、Dole（ドール）やHERSHEY'S（ハーシー）ブランド製品も雪印乳業時代から引き続いて製造していた。上述の通り、雪印ブランドは2011年（平成23年）3月31日をもって消滅したが、「Dole」や「HERSHEY'S」はそのまま使われた。
- スイーツスクエアシリーズ
- 雪見だいふく
- 爽
- モナ王
- クーリッシュ
- クランキーアイスバー
- スイカバー
- レディーボーデン
- チョコパイ
- カルピスアイスバー（カルピスとの提携商品）
- ポケットモンスターシリーズ

旧ロッテスノー（雪印乳業）製品
- バニラバー（雪印ブランド。2010年度よりロッテブランドへ移行）
- Dole（ドール）（米国ドールとの提携商品）
- HERSHEY'S（ハーシー）（米国ハーシーとの提携商品）
- バニラソフト

ほか

### 製造終了製品
ロッテ
- イタリアーノ（かつての主力製品）

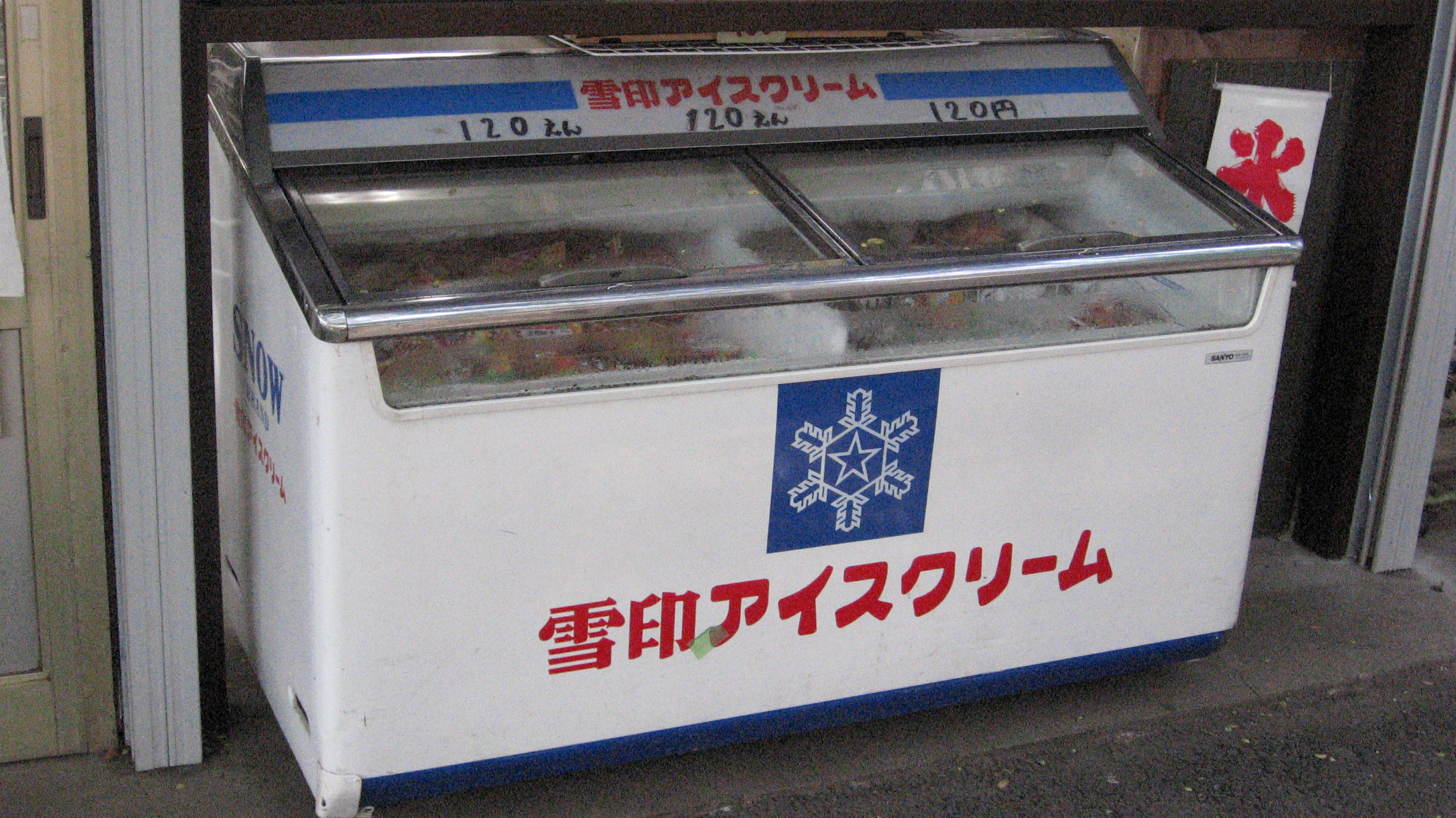
「雪印アイスクリーム」の商品販売用のケース

- ビッグコーン（現在販売中の「ザクリッチ」の原型商品）
- ザクリッチ
- クロキュラー（1983年に発売された黒い氷菓アイスバー。ドラキュラが登場するCMも話題に）
- アカキュラー（クロキュラーに続いて発売された赤い氷菓アイスバー）
- アメリカンケーキ
- アイスdeヨーグルト
- エッグロール
- ガムンボ
- 京ぜんざい
- クロワッサン
- コアラの遠足
- チョコ三昧
- チョコファッジ
- ドラえもんアイス
- トーストアイス
- どらやきチョコアイス
- 東京スカイツリーアイスバー
- レッツスポーツ（スポーツドリンクフレーバーの氷菓）
- レモンサワー
- ビッグコーン
- ひねくれ棒（レオナルド熊）
- フローズンヨーグルト
- フロネージュ
- ファイベックス
- ファミリーボックス
- ふりかけアイス
- ゼリーバー
- シリアルアイス
- シェ・ミルク
- シュガーコーン
- シュガーレスアイスZERO
- スウィーティ（ブロックタイプ）
- マロレーヌ
- マシュール
- 和のしずく
- わたぼうし
- 雪見弁当
- 雪見だいふくプチ三色
- 雪見だいふくチョコレート味
- 雪見だいふく苺ジャム入り
- 雪見だいふく生チョコレート味
- 雪見だいふくティラミス味
- 雪見だいふく抹茶黒みつ味
- 雪見だいふく果実いちご味
- 雪見だいふくとろける生キャラメル味
- 雪見だいふく生チョコストロベリー味
- 雪見だいふくいちごミルク味
- 大人の雪見だいふく
- 紅白雪見だいふく
- 黄金雪見だいふく
- 桃雪見だいふく
- 氷だいふく
- 月見だいふく
- 梅見だいふく
- 爽赤ぶどうヨーグルト
- 爽あずき
- 爽いちごヨーグルト
- 爽温州みかんヨーグルト味
- 爽キウイヨーグルト味
- 爽グレープ&バニラ
- 爽紅茶&ミルク
- 爽ゴールデンパイナップル
- 爽白いサワー
- 爽ジンジャーエール（辛口）
- 爽スイカ
- 爽ソーダフロート
- 爽ダブルチョコレート
- 爽チョコ&バニラ
- 爽チョコミント
- 爽チョコレート
- 爽粒つぶ苺&バニラ
- 爽粒つぶ苺&ミルク
- 爽梨（すりおろし果肉入り）
- 爽白桃
- 爽ピーチ
- 爽Black&White（チョコ&バニラ）
- 爽ブルーベリーヨーグルト
- 爽マスカット
- 爽抹茶
- 爽まろやかコーヒー
- 爽マンゴーヨーグルト
- 爽メロン
- 爽メロンソーダフロート
- 爽焼きりんご&バニラ
- 爽やさしい味のレモン（マルチのみ）
- 爽冷凍みかん
- 爽冷凍レモン
- 爽ロイヤルミルクティー
- 爽ルビーメロン
- 爽あずき
- 爽りんごヨーグルト
- 爽チョココーヒー味
- 爽ストロベリー&ストロベリー
- 爽ピーチ
- 爽パインヨーグルト味
- 爽ゴールデンパイナップル
- 爽まろやかコーヒー
- H&B
- ラ・クレープ
- チョコグラッセ
- ソフ王
- ソフ王バニラ微細氷入
- モナ王チョコ&マロン
- モナ王あずき&バニラ
- モナ王キャラメル&ミルク
- モナ王チョコ&ミルク
- スヌーピーシューアイス
- スヌーピークッキーチョコバー
- スヌーピープッシュポンメロンソーダ
- スヌーピープリンアイス
- スイカ&メロンバー
- ガムンボ
- 雪ふわわ
- フローズンカフェ
- 春夏秋冬
- オムアイス
- クールショック
- NEWクレープアイス
- スッキリいっぱい果実
- ビックリマンアイス（ビックリマンチョコの天使・悪魔シリーズの旧作シールを復刻して同封。関東など一部地域のみで発売された）
- パーマンプリントアイス
- 機関車トーマスミニバー
- おいしい素材
- Z会100点とれソーダ!!
- クーリッシュイチゴミルク
- クーリッシュ抹茶
- クーリッシュココア味
- クーリッシュメロン味
- クーリッシュマンゴーラッシー
- クーリッシュラ・フランス
- クーリッシュストロベリー
- クーリッシュ宇治抹茶
- クーリッシュWグレープフルーツ
- クーリッシュスイートバニラ
- クーリッシュスイートショコラ
- クーリッシュスイートストロベリー
- クーリッシュカフェモカ
- クーリッシュデザートカラメルinプリン
- クーリッシュヨーグルト味
- クーリッシュカフェラテ
- クーリッシュブルーベリーヨーグルト味
- クーリッシュゼリーinコーヒー
- クーリッシュストロベリーヨーグルト味
- クーリッシュカプチーノ味
- クーリッシュソーダ袋
- クーリッシュ抹茶ラテ味
- クーリッシュいちごミルク
- クーリッシュエスプレッソ
- クーリッシュレモンソーダ+?キャンペーンパッケージ
- クーリッシュキャラメルラテ味
- クーリッシュクッキーバニラ
- クーリッシュ白桃
- クーリッシュとろけるマンゴー
- クーリッシュキウイスムージー味
- クーリッシュソーダフロート味
- クーリッシュ苺れん乳
- クーリッシュ甘熟みかん
- クーリッシュ冷やしパイン
- ビッグクーリッシュフローズンサイダー
- クーリッシュ甘熟ぶどう
- クーリッシュ×カルピス
- レディーボーデンバニラカップ
- レディーボーデンチョコボール
- レディーボーデンマルチパック
- レディーボーデンマルチカップ
- レディーボーデンクッキー
- レディーボーデンパイントコーヒー
- レディーボーデンパイントクッキー
- レディーボーデンデュエットパッククリームチーズ
- レディーボーデンマルチキャラメルサンデー
- レディーボーデンパイントメープル
- レディーボーデンパイントグリーンティー
- レディーボーデンマルチカップセレクション
- レディーボーデンクッキーサンドストロベリー
- レディーボーデンクッキーサンド
- レディーボーデンヴィンテージ生チョコレート
- レディーボーデン生チョコ&W抹茶
- レディーボーデンカップセレクションジャパニーズ
- レディーボーデンシュガーコーン
- レディーボーデンパイントストロベリー
- レディーボーデンチョコナッツバー
- レディーボーデン大人のひととき
- レディーボーデンアーモンドチョコレートバー
- レディーボーデンマルチシュガーコーン
- レディーボーデン甘酒ミルク
- クランキーアイスバーラムレーズン
- クランキーアイスバークッキー&クリーム
- クランキーアイスバーレアチーズケーキ味
- クランキーアイスバーやみつきマロン
- クランキーアイスバーバナナ&クッキー
- クランキーアイスバーキャラメル&クッキー
- クランキーアイスバー抹茶&クッキー
- クランキーアイスバー
- ガーナマルチチョコ&クッキーサンド
- ガーナチョコレートアイスカップソフト
- ガーナチョコアイスバー
- ガーナチョコレートボール
- ガーナ贅沢仕立て
- ガーナくちどけ生チョコ
- ガーナ大人の生チョコ
- ガーナ2層仕立てブラック
- ガーナスティックブラック
- ぎゅぎゅっと
- ぎゅぎゅっとピーチ
- ぎゅぎゅっとマンゴー
- ぎゅぎゅっとメロン
- ぎゅぎゅっとマスカット
- ぎゅぎゅっとパインアップル
- ぎゅぎゅっとアップル
- ぎゅぎゅっとかじる練乳アイス
- ぎゅぎゅっとピンクグレープフルーツ
- ぎゅぎゅっとレモン
- ぎゅぎゅっとオレンジ
- シングルモルトウィスキーチョコレート
- フルーチェアイスバー
- 小梅アイスキャンディ
- StaleONEピーナッツ入りチョコで包んだチョコナッツバー
- ジェラートマイスターシリーズ
- ジェラートマルシェシリーズ
- イルジェラートシリーズ
- SWEETSSQUAREシリーズ

など
雪印乳業
- デザート
- アイスクリーム
- ゴールド
- ミラノ風アイス
- ストロベリー
- ブリック
- チョコレートパイ
- グロバー
- しらゆき
- ヴィンテージ
- パンチロング
- スノークランチ
- キャッチリップ
- スロットアイス
- サンデービーチ
- バニラブルー
- 北海道バニラブルー
- 宝石箱（1970年代末期。ピンク・レディー、大地真央がCM出演）
- パーラータイム
- 大予言（1983年 - 1984年ごろ）
- 秘宝探検（1984年 - 1985年）
- 掘ったイモいじくるな! ～WHAT TIME IS IT NOW?（1984年 - 1985年。バニラ味・ソーダ味・チョコ味の各種大判サイズのアイスキャンデー）
- オレオクッキーバー
- PopUp
- 荒挽きナッツ
- 北海道濃厚ミルクバー
- ハッピーチョイスバニラ&チョコ
- ソフトコーン
- ソフトコーンチョコ
- ねるじぇら - ジェラート風ラクトアイス
- ねるじぇらマルチパック
- ねるじぇら抹茶
- 旨み限定
- スヌーピーアイス
- とろ～りれん乳三昧
- うまさどっさりソーダ
- バニラ伝説
- ファミコンアイス
- フィオーリ
- プチグラッセ
- キャンディボックス
- ポケットザウルスの大冒険
- ペロン島
- ピコリーナ
- リーベンデール
- リーベンデールハーフ
- 雪印低脂肪アイス
- Ravi（ラヴィ）
- 北海道メロン
- カクテルズキール・ロワイヤル
- クッキーカスタード
- ロイヤルバレル
- ローストバニラ
- シャーベットメロン/オレンジ
- そのまんまヨーグルト
- そのまんまヨーグルトみかん
- そのまんまヨーグルトプレーン&いちご
- そのまんまブルーベリーヨーグルト
- レモンアイス
- いちごバー
- ミルクアイスXL
- ミルクアイスXL袋
- ミルクアイスXLイチゴミックス
- ミルクアイスXLチョコミックス
- 抹茶ミルクXL
- 2層だ!ソーダ
- うまさどっさりソーダ
- プチっと巻き
- いちごバー
- いちごアイスバー
- バニラ&いちごバー
- ココアバー
- バニラ&ココアバー
- チョコマーブル
- ディオニス
- 湯上りアイス
- まろやかバニラクリーム
- 抹茶
- 小倉
- クリームチーズアイス
- あいす庵/さくら餅/黒ごま
- チョコソフト
- ハッピーチョイス
- ソーダinソーダ
- 煌雪
- 録茶カテキン
- 毎日骨太ミニアイスバー
- バニラクリーム
- マカダミアナッツ
- おむすび風バニラモナカ
- カリカリっとコーヒーモナカ
- カリカリっとバニラモナカ
- カムンチョ
- 亜細亜茶館杏仁豆腐アイス
- 梅梅干シャーベット
- 抹茶のガトーサンド
- 氷激ソーダinソーダ
- 氷激バニラinソーダ
- 氷激レモンinレモン
- しらゆきしろ/れん乳/れん乳あずき/苺フロート
- 雪印コーヒーバー
- WAVE（ウェーブ）
- Waveカスタード&カラメル
- Waveカスタードプリン
- Waveショコラバナーヌ
- Waveチーズケーキ
- Waveチーズケーキラズベリーソース
- Waveティラミス
- Wave抹茶&あずき
- Waveミルク&イチゴ
- Waveミルク&モカチョコ
- Waveメープルプリン
- Waveモカショコラ
- Waveモンブラン
- スイーツ工房
- 氷れん乳
- 宇治金時
- れん乳三昧
- れん乳フルーツ金時
- 韓国風あずきフルーツアイス
- クッキー
- ミルク仕立てのあずきバー
- つぶころラムネシャーベット
- 素材厳選
- シェ・ミルク
- トルコ風アイス
- トルコ風アイスアロエヨーグルト味
- トルコ風アイスいちごヨーグルト味
- トルコ風アイスきなこもち味
- トルコ風アイスマンゴー味
- トルコ風アイスブルーベリーヨーグルト味
- トルコ風アイスヨーグルト味
- トルコ風アイスりんごヨーグルト味
- トルコ風アイスモカチョコ&バニラ
- トルコ風アイスストロベリー&バニラ
- トルコ風アイスキャラメル&バニラ
- トルコ風アイス抹茶
- トルコ風アイスバニラ&チョコ
- トルコ風アイスチョコマーブル
- トルコ風アイスチョコレート
- トルコ風アイスバニラ&蜂蜜レモン
- トルコ風アイスチョコマーブル
- トルコ風アイスオレンジ〜パッションフルーツ風
- トルコ風アイスバニラ&プリン
- トルコ風アイス赤葡萄&白葡萄
- トルコ風アイスゴールドキウイ
- トルコ風アイスバニラ
- トルコ風アイスバニラれん乳仕立て
- トルコ風アイスホワイトチョコいちご
- トルコ風アイスWソーダ
- トルコ風アイスソーダ
- トルコ風アイスアイスヨーグルト
- トルコ風アイスプリン
- ハーシーパフェデラックスチョコ&ストロベリー
- ハーシーパフェデラックス
- ハーシービックウェーブ
- ハーシーアーモンドチョコバー
- ハーシーチョコレートアイスバーショッキングサンダー
- ハーシーチョコレートアイスバーザクザクフラッシュ
- ハーシーチョコクランチモナカ
- ハーシーチョコエクレール
- ハーシーチョコチップストロベリー
- ハーシーチョコナッツモナカ
- ハーシーチョコチップクッキーサンド
- ハーシーチョコレートアイスバー
- ハーシーチョコチップバニラ
- ハーシー パフェ・オ・ショコラ
- HERSHEY'Sクランチボール
- HERSHEY'Sチョコチップチョコ
- ハーシーチョコチップビッグミント
- HERSHEY'Sクランチボールバナナ
- HERSHEY'Sクッキーinモナカ
- ハーシーチョコクランチバークッキー&バニラ
- HERSHEY'Sブラウニーサンド
- HERSHEY'SブラウニーサンドWチョコ
- HERSHEY'Sオールブラックサンド
- HERSHEY'Sハーシークランチチョコバーチョコチップ&ストロベリー
- ハーシーチョコチップバニラモナカ
- HERSHEY'Sハーシークランチチョコバーチョコバナナ
- HERSHEY'Sアメリカンクッキーサンド
- ハーシークランチチョコモナカ
- HERSHEY'Sアイスエクレア
- HERSHEY'Sハーシーチョコモナカ
- HERSHEY'S黒みつ抹茶
- ハーシーチョコチップinバニラ
- ハーシーチョコナッツモナカオールブラック
- DoleWフラッペクレープ
- DoleWフラッペオレンジ
- Doleソルベアップル
- Doleフルーツシェイク
- Doleフルーツフラッペパイン
- Doleバナナシェイク
- Dole果実ジェラート
- Doleなめらか果実包みWベリー&バニラ
- Doleなめらか果実包みマンゴーオレンジ&バニラ
- DoleKajufullオレンジ&白桃
- Dole果肉スムージーパイン&マンゴー
- Doleスウィーティオ果実100%パイナップルアイスバー
- Dole旨熟バナナ
- Dole旨熟メロン
- Dole旨熟マンゴー
- Doleもりだくさんフルーツ
- レアチーズアイス
- ベイクドチーズアイス
- クリームチーズアイスプレーン
- 練乳ミルクバー（2009年販売終了）

など
その他
- とろ〜り練乳のいちごバー（セブン-イレブン限定商品。サンタが製造）
- セブンプレミアムシリーズ（セブン-イレブン限定商品）
- セブンプレミアムゴールドシリーズ（セブン-イレブン限定商品）
- Uchi Cafe'SWEETS（ローソン限定商品）
- Sweets+シリーズ（ファミリーマート限定商品）

など

## 製造工場
- 神戸工場（兵庫県神戸市）- ロッテへ移管